# РМС Анданија (1921)
РМС Анданија је био британски прекоокенаски путнички брод поринут 1921. године. Био је први брод који је имао 14.000 Бруто регистарских тона А-Класе саграђен за Кјунард лајн почетком 1920-их. Остали бродови су били Антонија, Аустонија, Ауранија,Асканија и Алаунија. Потонуо је након торпедовања од стране Немачке 110 km од града Рејкјавика, Исланд. Сви путници су били спашени.